# Аллан Шофілд
Аллан Шофілд (26 січня 1957) — індійський хокеїст на траві.
Олімпійський чемпіон 1980 року.
Срібний призер Азійських ігор 1978 року.